# Juan Manuel Carsi
Juan Manuel Carsy o Carsi (València, 18 de desembre de 1808 - 8 de gener de 1857), militar i redactor de El Republicano, va presidir la junta revolucionària formada a Barcelona al novembre de 1842 contra la regència d'Espartero.

## Biografia
Incorporat a l'exèrcit al desembre de 1837 en el batalló franc de Tiradors de la Pàtria, en classe de sotstinent, al maig de 1838 es va trobar en l'acció de Santa Cruz del Retamar, en la qual va ser recomanat pel seu bon comportament. Va ascendir a tinent l'1 de setembre de 1838 i a l'octubre va passar amb rang de sotstinent al batalló de Granaders del General, de reserva a Andalusia. L'abril del 1839 va participar en el frustrat intent de prendre el castell de Segura i en l'aixecament del setge de Montalbán. Manant el destacament de Villafeliche, compost per vint homes, al juny de 1839 va contenir un atac de cinquanta carlistes a cavall, mereixent la felicitació del general en cap de l'exèrcit del centre i la creu de Sant Ferran de 1a classe. Al gener següent, trobant-se amb el seu batalló en Sogorb, va obtenir llicència d'un mes per a passar a València per assumptes propis, però finalitzat el permís no es va reincorporar a la seva unitat, que es movia entre el Tajo i el Xúquer combatent a les unitats carlistes de Cabrera. Al maig es trobava a Madrid tramitant, fora dels llits reglamentaris, la llicència absoluta i al desembre se li va autoritzar a romandre a València per a esperar allí la resolució de la llicència sol·licitada, contra el criteri del seu superior immediat, que el tenia per mereixedor d'un càstig com a desertor consumat. La baixa li va arribar al maig de 1841.
Un any més tard, segons ell mateix declara, al maig va ser destituït per Reial ordre del lloc que ocupava en l'oficina d'amortització de Pamplona, la qual cosa d'acord amb la seva explicació es devia a haver estat redactor de la hoja independiente que allí es publicava —anarquista, segons Pirala—, i al juny hauria sofert un intent d'assassinat en sortir del teatre, del qual va aconseguir lliurar-se accelerant el pas per a escapar «dels pèrfids assassins que sense descans em perseguien». L'1 d'octubre de 1842, data en què va aparèixer a Barcelona El Republicano, portaveu de les proclames incendiàries de l'alcalde de Figueres Abdó Terradas, Carsy figurava com el seu director, mantenint-se al capdavant de la publicació editada amb una periodicitat de tres dies a la setmana fins a l'aparició del número 16.

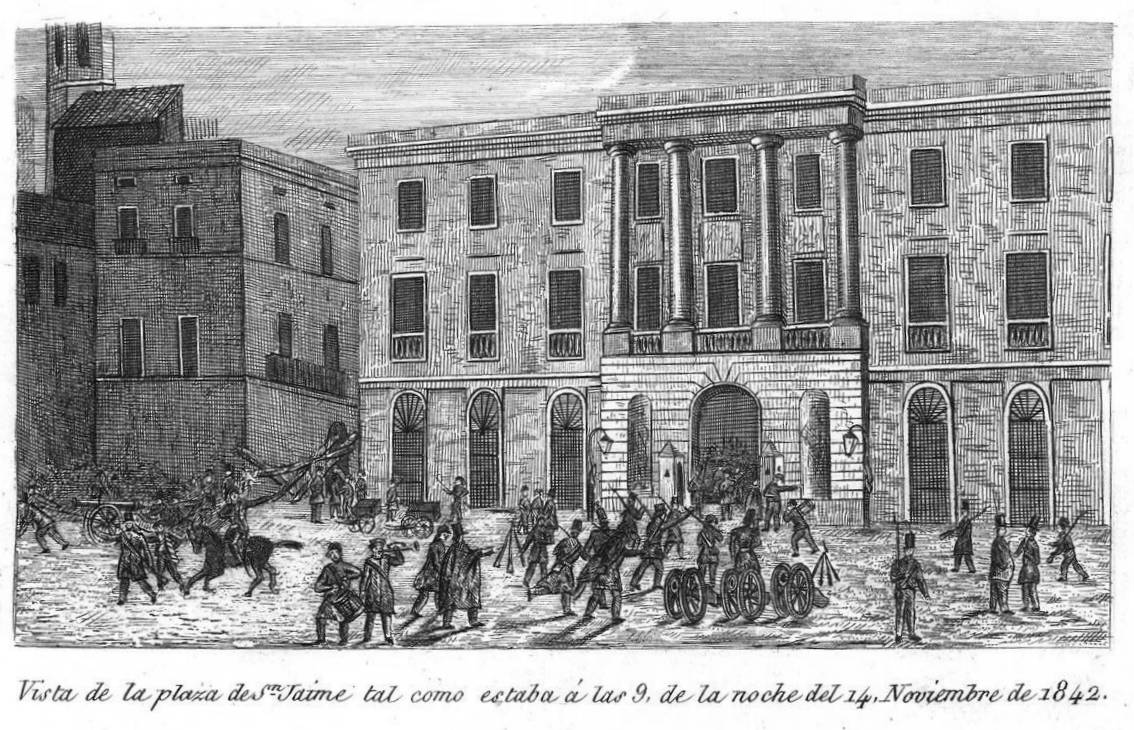
«Vista de la plaza de San Jaime tal como estaba a las 9 de la noche del 14 de noviembre de 1842». Il·ustració de La revolución y bombardeo de Barcelona en 1842, escrita por un sargento primero, que era en aquella época, del batallón de artillería de la milicia nacional de esta ciudad, Barcelona, 1843.

La seva sortida del periòdic, segons Pirala, amb manifesta antipatia pel personatge, s'hauria produït només tres dies abans d'iniciar-se el motí a Barcelona perquè els seus companys de redacció, descerrajando el calaix de la seva taula, van trobar correspondència de Madrid que els va convèncer «del doble paper que representava al seu costat aquell advenedizo».
El 15 de novembre de 1842, en precipitar-se la insurrecció que va concloure amb el bombardeig de la ciutat per ordre del capità general, Antonio van Halen y Sarti, va signar una proclama cridant a la milícia nacional a la formació d'una junta provisional de la qual un dia després figurava com a president. L’hi acompanyaven, segons Bermejo, «un confiter, un xocolater, un llauner, un fabricant de llumins i un fuster». El 17, transformada la junta provisional en junta central de govern, va emetre un manifest en el qual es fixaven com a objectius la «unió i pur espanyolisme entre tots els catalans lliures», la «independència de Catalunya, respecte a la cort, fins que es restableixi un govern just» i la protecció de la indústria espanyola, el comerç, l'agricultura i les classes laborioses i productives. El 27 es va crear una nova junta —a la qual no es van presentar molts dels nomenats, fugits o amagats— composta per membres d'algunes de les més distingides famílies de la burgesia barcelonina amb Laureà Figuerola de secretari. Carsy, que el 28 tornava a figurar com a president, va presentar davant ella la seva dimissió com a vocal el 30 de novembre, encara que amb anterioritat, deposat pel que sembla per la nova junta que aspirava a pactar amb Van Halen, havia demanat ja asil al Meleagre, vaixell francès ancorat al port de Barcelona.
Benito Pérez Galdós, encara que ho fa en la ploma del ayacucho Fernando Calpena, ho presenta com a agent de la exregente María Cristina de Borbó i del seu espòs, el duc de Riánsares, comptant amb el patrocini i beneplàcit de Lluís Felip I de França:
| «                                                | Quina idea ha format vostè del que en les primeres hores del dia 15 es va constituir al capdavant de motí, i va ser per tants infeliços aclamat i obeït? Juan Manuel Carsy, l'ànima d'aquest batibull, és un valencià que fa poc va venir aquí; comerciava sense diners ni mercaderies, i es va ficar a periodista sense saber escriure. Ni posseeix el do d'eloqüència per fascinar a les munions, ni la prodigiosa facultat del comandament per a conduir-les al combat. És home vulgaríssim; i reconeixent-ho així tota Barcelona, ningú es deté a pensar en l'enigma del seu ràpid enlairament. […] Em consta que des del 14 disposava aquest fosc i ridícul Carsy de grans sumes de moneda corrent, en plata i or, les quals no degué guanyar en el comerç ni en el periodisme... I pregunto jo: D'on ha sortit aquests diners?... […] Ja li sento a vostè contestar-me que l'unto que Carsy ha greixat aquesta màquina és el or anglès; jo ho nego, perquè l’or anglès, mòbil i nervi de la qüestió cotonera, no havia de ser vessat en obsequi de la mateixa indústria que el Govern britànic pretén arruïnar. Descartada aquesta versió absurda, digui'm vostè: el que ha brillat a les mans porques d'aquest Carsy, seria or republicà? Ai, don Serafín dels meus pecats! els sacerdots d'aquesta rosada religió que encara no ha sortit de les catacumbes de la innocència, són pobres de solemnitat, i no encunyen cap altra moneda que la de les seves generoses il·lusions. Convencem-nos que l'or no era anglès ni republicà. N'hi ha prou amb el que s'ha dit perquè vostè comprengui de quines arques procedia, i si m'ho nega, no tindria jo inconvenient a demostrar-li-ho, sense un altre argument que el senzillíssim cui prodest. Qui va guanyant en aquest regirat riu més que el seu ídol de vostè, la Governadora cessant, no resignada amb el seu paper de Majestat proscripta, farta d'honors i riqueses? […] Per a il·lustrar el criteri de vostè, li mano dos feixos de periòdics d'aquí. L'u és El Republicano, òrgan de la gent més revoltosa; l'altre és El Papagayo, veu dels senyors moderats, que es tenen per la viva encarnació de l'ordre i de la justícia. […] Notarà que en el fons tenen tal semblança i parentiu, que bé es pot assegurar que en l'engendre de l'una i l'altra hi ha confusió de pares. Tant la senyora República com la senyora Papagaya són una miqueta i un moltet adúlteres, i cadascuna d'elles es deixa enamorar del marit de l'altra. […] Li envio també un número del Journal des Débats, arribat ahir aquí, perquè en quatre línies d'ell senti respirar al Govern de Lluís Felip, qui no es cuida de dissimular el goig que li causen els disturbis d'aquesta ciutat. «Si el Regent —diu— reprimeix el moviment de Barcelona, s'acaba la seva popularitat; si no el reprimeix, s'acaba el seu poder.» Veritat que al peu d'aquesta congratulació, d'aquesta seguretat de l'èxit, es veu l'elegant signatura: Jo, la Reina? | » |
| — Benito Pérez Galdós, Los Ayacuchos, cap. XXVI. | |   |

El 28 de desembre es trobava a Marsella on va signar i va publicar un manifest en la seva defensa i en la del cònsol francès Ferdinand de Lesseps, atacats per la premsa anglesa i especialment pel Morning Chronicle, que l’acusava de manejar una renda de cent mil francs i d'haver gaudit del suport de França. Va tornar a Espanya per Perpinyà al juny de 1843 al capdavant de 1000 emigrats, «auxiliat amb els diners que li va facilitar el mateix agent de Cristina que havia volgut guanyar a Terradas mesos abans», per participar en la insurrecció que va posar fi a la regència d'Espartero, i pels mèrits contrets en l'alçament se li va concedir el grau de primer comandant amb destinació al cos de carabiners de València. Va participar al gener de 1844 en un nou alçament a Alacant, contra el gir moderat del govern, i va haver de tornar a exiliar-se. Acollit a una amnistia va poder reingressar en el cos de carabiners, amb antiguitat de juliol de 1847, figurant en 1854 com a tinent coronel del mateix cos amb destinació a Huelva.